# Nanterre (quận)
Quận Nanterre là một quận của Pháp, nằm ở tỉnh Hauts-de-Seine, ở vùng Île-de-France. Quận này có 24 tổng và 15 xã.

## Các đơn vị hành chính

### Các tổng
Các tổng của quận Nanterre là: 
1. Asnières-sur-Seine-Nord
2. Asnières-sur-Seine-Sud
3. Bois-Colombes
4. Clichy
5. Colombes-Nord-Est
6. Colombes-Nord-Ouest
7. Colombes-Sud
8. Courbevoie-Nord
9. Courbevoie-Sud
10. Garches
11. La Garenne-Colombes
12. Gennevilliers-Nord
13. Gennevilliers-Sud
14. Levallois-Perret-Nord
15. Levallois-Perret-Sud
16. Nanterre-Nord
17. Nanterre-Sud-Est
18. Nanterre-Sud-Ouest
19. Neuilly-sur-Seine-Nord
20. Neuilly-sur-Seine-Sud
21. Puteaux
22. Rueil-Malmaison
23. Suresnes
24. Villeneuve-la-Garenne

### Các xã
Các xã của quận Nanterre, và mã INSEE là: 
| 1. Asnières-sur-Seine (92004) | 2. Bois-Colombes (92009) | 3. Clichy (92024)                 | 4. Colombes (92025)            |
| 5. Courbevoie (92026)         | 6. Garches (92033)       | 7. Gennevilliers (92036)          | 8. La Garenne-Colombes (92035) |
| 9. Levallois-Perret (92044)   | 10. Nanterre (92050)     | 11. Neuilly-sur-Seine (92051)     | 12. Puteaux (92062)            |
| 13. Rueil-Malmaison (92063)   | 14. Suresnes (92073)     | 15. Villeneuve-la-Garenne (92078) |                                |